# Holocentropus melanae
Holocentropus melanae är en nattsländeart som beskrevs av Ross 1938. Holocentropus melanae ingår i släktet Holocentropus och familjen fångstnätnattsländor. Inga underarter finns listade i Catalogue of Life.